# Macromia vangviengensis
Macromia vangviengensis är en trollsländeart som beskrevs av Yokoi och Mitamura 2002. Macromia vangviengensis ingår i släktet Macromia och familjen skimmertrollsländor. IUCN kategoriserar arten globalt som otillräckligt studerad. Inga underarter finns listade i Catalogue of Life.